# Elberton (Washington)
Elberton az Amerikai Egyesült Államok északnyugati részén, Washington állam Whitman megyéjében elhelyezkedő kísértetváros. A településen nem végeznek népszámlálást.
Elberton 0,81 négyzetkilométernyi területén jelenleg körülbelül 15-en élnek. Az épületek többségének mindössze az alapja vagy a kertje maradt ép, azonban a helyi templom és a temető továbbra is áll. A helység területén az egykori várost bemutató emléktáblát emeltek.

## Története
A helység első lakója C.D. Wilbur volt. A települést 1886-ban alapították, névadója S.M. Wait elhunyt fia, Elberton.
Elberton 1896. április 24-én kapott városi rangot. Az új város lakossága hamar 500 főre nőtt; a településen fűrésztelep, malom és vasútállomás létesült, valamint itt volt a világ legnagyobb szilvaaszalója.
Az 1930-as években egy tűzeset során a város nagy része megsemmisült; a létesítmények többségét a gazdasági világválság következtében nem építették újjá. A helység lakóinak többsége a továbbiakban nem tudta fenntartani addigi életét, ezért elhagyta a települést.
Az 1966-os népszavazás során a lakosok 15–5 arányban a városi rang visszavonása mellett döntöttek; négy év múlva Elberton területe a megye fennhatósága alá került.

## Fordítás
Ez a szócikk részben vagy egészben  az   Elberton, Washington című angol Wikipédia-szócikk ezen változatának fordításán alapul.  Az eredeti cikk szerkesztőit annak laptörténete sorolja fel. Ez a jelzés csupán a megfogalmazás eredetét és a szerzői jogokat jelzi, nem szolgál a cikkben szereplő információk forrásmegjelöléseként.